# Alexandra Trusova
Alexandra Vyacheslavovna Trusova (em russo:  Алекса́ндра Вячесла́вовна Тру́сова; Riazã, 23 de junho de 2004) é uma patinadora artística russa. Ela é medalhista de prata nos Jogos Olímpicos de Inverno de 2022, medalhista de bronze no Campeonato Mundial (2021), medalhista de prata (2022) e bronze (2020) no Campeonato da Europa, medalhista de bronze na Final do Grand Prix (2019/20), campeã da Rússia (2022), três vezes medalhista no Campeonato Russo (2019, 2020, 2021). Foi bicampeã mundial júnior (2018, 2019), vencedora (2017-18) e medalhista de prata (2018-19) das finais do Grand Prix Júnior e bicampeã júnior da Rússia (em 2018 e 2019).
Trusova foi a primeira patinadora na categoria individual feminina a aterrissar os saltos quádruplos Lutz, toe loop e flip, além de ter sido a segunda a aterrissar o quádruplo Salchow (dezesseis anos após o feito de Miki Ando), e a primeira a aterrissar dois, depois três, depois cinco saltos quádruplos em um programa livre, recordes respectivamente alcançados no Mundial Júnior de 2018, no Nepela Trophy de 2019 e nos Jogos Olímpicos de Inverno de 2022. Ela atualmente é detentora de quatro recordes do Guiness World Records. Ela foi também a primeira mulher a aterrizar 5 saltos quadruplos nos Jogos Olímpicos de 2022.

## Programas
| Temporada | Programa curto (SP) | Programa livre (FS) | Exibição de gala (EX)                                                                             |
| --------- | --- | --- | ------------------------------------------------------------------------------------------------- |
| 2021–2022 | Frida - Benediction and Dream - Solo tu - Alcoba Azul por Elliot Goldenthal coreografado por Daniil Gleikhengauz e Eteri Turberidze                            | Cruella - Call Me Cruella por Florence and the Machine - The True Story of Cruella's Birth por Nicholas Britell - I Wanna Be Your Dog por by John McCrea coreografado por Daniil Gleikhengauz e Eteri Turberidze | Liga da Justiça - Song to the Siren por Rose Betts - Wonder Woman, a Call to Stand de Hans Zimmer |
| 2020–2021 | - Love Story por Lola Astanova, Stjepan Hauser - Appassionata por Rolf Løvland coreografado por Sergei Rozanov e Evgeni Plushenko                              | Romeo e Julieta - O Verona de Craig Armstrong - Come, Gentle Night de Abel Korzeniowski - Dance of the Knights de Sergei Prokofiev por Richard Clayderman coreografado por Sergei Rozanov e Evgeni Plushenko     | - Game of Survival por Ruelle                                                                     |
| 2019–2020 | Peer Gynt - Solveig's Song - In the Hall of the Mountain King por Edvard Grieg coreografado por Daniil Gleikhengauz                                            | Game of Thrones - Pray (High Valyrian) - For the Throne por Matthew Bellamy - The Night King por Ramin Djawadi coreografado por Daniil Gleikhengauz e Eteri Turberidze                                           | - Unstoppable por Sia - Ständchen por Franz Schubert arranjo de Franz Liszt                       |
| 2018–2019 | Kill Bill Vol. 1 - Bang Bang (My Baby Shot Me Down) by Nancy Sinatra - Battle Without Honor or Humanity by Tomoyasu Hotei coreografado por Daniil Gleikhengauz | O Quinto Elemento - Kill The Target por Tomoyasu Hotei - Katana Groove por Tomoyasu Hotei - Lucia di lammermoor por Eric Serra - The Diva Dance por Eric Serra coreografado por Daniil Gleikhengauz              | - Unstoppable por Sia - Big Spender por Peggy Lee - Jumpin' Jack por Big Bad Voodoo Daddy         |
| 2017–2018 | - Big Spender por Peggy Lee - Jumpin' Jack por Big Bad Voodoo Daddy                                                                                            | - As Quatro Estações: Verão de Antonio Vivaldi por Max Richter | - Your Heart Is As Black As Night por Melody Gardot                                               |
| 2016–2017 | - Your Heart Is As Black As Night por Melody Gardot | - Galicia Flamenca por Gino D'Auri |                                                                                                   |
| 2015–2016 | - Paint It Black por Vanessa Carlton | - Crystallize por Lindsey Stirling - My Immortal por Lindsey Stirling - Spontaneous Me por Lindsey Stirling |                                                                                                   |
| 2014–2015 | - Mexican Hat Dance por Cincinnati Pops Orchestra | - Pan's Lullaby de O Labirinto do Fauno por Javier Navarrete |                                                                                                   |

## Principais resultados

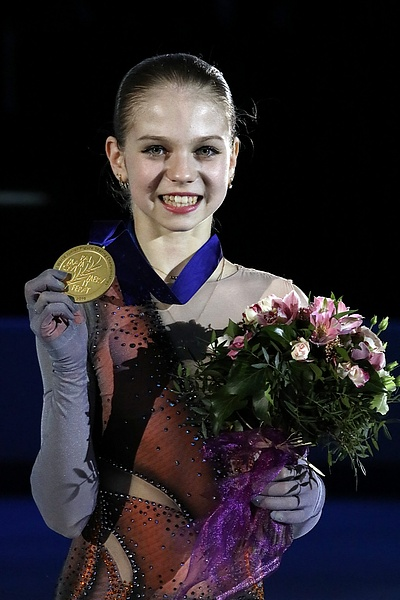
Alexandra Trusova em 2019

GP: Grand Prix; CS: Challenger Series; JGP: Junior Grand Prix
| Internacionais | Internacionais | Internacionais | Internacionais | Internacionais | Internacionais | Internacionais |
| Evento | 16–17          | 17–18          | 18–19          | 19–20          | 20–21          | 21–22          |
| --- | -------------- | -------------- | -------------- | -------------- | -------------- | -------------- |
| Jogos Olímpicos |                |                |                |                |                | 2              |
| Mundial |                |                |                | C              | 3              |                |
| Europeu |                |                |                | 3              | C              |                |
| GP Final |                |                |                | 3              |                |                |
| GP NHK Trophy |                |                |                |                |                | WD             |
| GP Rostelecom Cup |                |                |                | 1              | 4ª             |                |
| GP Skate America |                |                |                |                |                | 1              |
| GP Skate Canada |                |                |                | 1              |                |                |
| CS Ondrej Nepela |                |                |                | 1              |                |                |
| U.S. Classic |                |                |                |                |                | 1              |
| Internacionais: Júnior |                |                |                |                |                |                |
| Mundial Júnior |                | 1              | 1              |                |                |                |
| JGP Final |                | 1              | 2              |                |                |                |
| JGP Armenia |                |                | 1              |                |                |                |
| JGP Australia |                | 1              |                |                |                |                |
| JGP Belarus |                | 1              |                |                |                |                |
| JGP Lithuania |                |                | 1              |                |                |                |
| Nacionais |                |                |                |                |                |                |
| Russian Champ. |                |                | 2              | 3              | 3              |                |
| Russian Junior | 4ª             | 1              | 1              |                |                |                |
| Copa da Rússia Júnior | 3ª J           | 2ª J           |                |                |                |                |
| Equipes |                |                |                |                |                |                |
| Japan Open |                |                |                | 1ª E 1ª I      |                |                |
| TBD = A definir; WD = Abandonou; C = Cancelado E = Resultado por equipes; I = Resultado individual. Medalhas apenas para resultados por equipe. |                |                |                |                |                |                |